# Felismina Cavela
Felismina Cavela là một vận động viên chạy cự ly trung bình người Angola.  Tại Thế vận hội Mùa hè 2012, cô đã thi đấu ở nội dung 800 mét nữ.